# Harold Harmsworth
Harold Sidney Harmsworth (Londres, 26 de abril de 1868 - Hamilton, 26 de novembro de 1940), 1º Visconde de Rothermere, foi um magnata da mídia britânico, proprietário da Associated Newspapers Ltd. Juntamente com seu irmão, Alfred Harmsworth (mais tarde Visconde de Northcliffe), ficou conhecido pela criação dos jornais Daily Mail e Daily Mirror, tornando-se pioneiro do jornalismo popular.
Na década de 1930, Harmsworth foi um notório defensor da Alemanha Nazista, supostamente teria se convencido de que o Partido Nacional Socialista ajudaria a restaurar a monarquia alemã. Foi um entusiasta da União Britânica de Fascistas e cultivou contatos para promover o apoio britânico para a Alemanha Nazista, antes da eclosão da Segunda Guerra Mundial.